# Lieja-Bastoña-Lieja Femenina 2017
La 1.ª edición del Lieja-Bastoña-Lieja Femenina se celebró el 23 de abril de 2017 sobre un recorrido de 135,5 km con inicio en la ciudad de Bastoña y final en la ciudad de Ans en Bélgica.
La carrera hizo parte del UCI WorldTour Femenino 2017 como competencia de categoría 1.WWT del calendario ciclístico de máximo nivel mundial siendo la octava carrera de dicho circuito y fue ganada por la ciclista neerlandesa Anna van der Breggen del equipo Boels Dolmans. El podio lo completaron la ciclista británica Elizabeth Armitstead del equipo Boels Dolmans y la ciclista polaca Katarzyna Niewiadoma del equipo WM3.

## Equipos
| Equipos femeninos (24)- Alé Cipollini Galassia - Astana Women's Team - BePink Cogeas - Bizkaia-Durango - Boels Dolmans - BTC City Ljubljana - Canyon Sram Racing - Cervélo Bigla - Cylance Pro Cycling - Drops - FDJ-Nouvelle Aquitaine-Futuroscope - Hitec Products - Lares-Waowdeals Women Cycling Team - Lensworld-Kuota - Lotto Soudal - Orica-Scott - SC Michela Fanini - SAS-Macogep - Servetto Giusta - Sport Vlaanderen-Etixx - Sunweb - VéloCONCEPT Women - Wiggle High5 - WM3 Pro Cycling |
| |

## Clasificaciones finales
Las clasificaciones finalizaron de la siguiente forma:

### Clasificación general
| \| Clasificación general \| Clasificación general \| Clasificación general \| Clasificación general \| Clasificación general \| \| Ciclista \| Ciclista \| Equipo \| Tiempo \| \| \| --------------------- \| ---------------------- \| ---------------------------------- \| --------------------- \| --------------------- \| \| 1.ª \| Anna van der Breggen \| Boels Dolmans \| 3 h 42 min 17 s \| \| \| 2.ª \| Lizzie Deignan \| Boels Dolmans \| + 17 s \| \| \| 3.ª \| Katarzyna Niewiadoma \| WM3 \| + 19 s \| \| \| 4.ª \| Ellen van Dijk \| Sunweb \| + 31 s \| \| \| 5.ª \| Annemiek van Vleuten \| Orica-Scott \| + 31 s \| \| \| 6.ª \| Ashleigh Moolman-Pasio \| Cervélo Bigla \| + 31 s \| \| \| 7.ª \| Shara Gillow \| FDJ-Nouvelle Aquitaine-Futuroscope \| + 31 s \| \| \| 8.ª \| Olga Zabelínskaya \| BePink Cogeas \| + 31 s \| \| \| 9.ª \| Elisa Longo Borghini \| Wiggle High5 \| + 34 s \| \| \| 10.ª \| Cecilie Uttrup Ludwig \| Cervélo Bigla \| + 41 s \| \| |                        |                                    |                 |
| |                        |                                    |                 |
| Fuente: ProCyclingStats |                        |                                    |                 |
| Clasificación general |                        |                                    |                 |
| Ciclista | Ciclista               | Equipo                             | Tiempo          |
| 1.ª | Anna van der Breggen   | Boels Dolmans                      | 3 h 42 min 17 s |
| 2.ª | Lizzie Deignan         | Boels Dolmans                      | + 17 s          |
| 3.ª | Katarzyna Niewiadoma   | WM3                                | + 19 s          |
| 4.ª | Ellen van Dijk         | Sunweb                             | + 31 s          |
| 5.ª | Annemiek van Vleuten   | Orica-Scott                        | + 31 s          |
| 6.ª | Ashleigh Moolman-Pasio | Cervélo Bigla                      | + 31 s          |
| 7.ª | Shara Gillow           | FDJ-Nouvelle Aquitaine-Futuroscope | + 31 s          |
| 8.ª | Olga Zabelínskaya      | BePink Cogeas                      | + 31 s          |
| 9.ª | Elisa Longo Borghini   | Wiggle High5                       | + 34 s          |
| 10.ª | Cecilie Uttrup Ludwig  | Cervélo Bigla                      | + 41 s          |

## UCI WorldTour Femenino
La Lieja-Bastoña-Lieja Femenina otorga puntos para el UCI WorldTour Femenino 2017, incluyendo a todas las corredoras de los equipos en las categorías UCI Team Femenino. Las siguientes tablas muestran el baremo de puntuación y las 10 corredoras que obtuvieron más puntos:
| Posición   | 1.ª | 2.ª | 3.ª | 4.ª | 5.ª | 6.ª | 7.ª | 8.ª | 9.ª | 10.ª | 11.ª | 12.ª | 13.ª | 14.ª | 15.ª | 16.ª | 17.ª | 18.ª | 19.ª | 20.ª |
| Puntuación | 120 | 100 | 85  | 70  | 60  | 50  | 40  | 35  | 30  | 25   | 20   | 18   | 16   | 14   | 12   | 10   | 8    | 6    | 4    | 2    |

| 1.ª  | Anna van der Breggen   | Boels Dolmans                      | 120 |
| 2.ª  | Elizabeth Armitstead   | Boels Dolmans                      | 100 |
| 3.ª  | Katarzyna Niewiadoma   | WM3                                | 85  |
| 4.ª  | Ellen van Dijk         | Sunweb                             | 70  |
| 5.ª  | Annemiek van Vleuten   | Orica-Scott                        | 60  |
| 6.ª  | Ashleigh Moolman-Pasio | Cervélo Bigla                      | 50  |
| 7.ª  | Shara Gillow           | FDJ Nouvelle Aquitaine Futuroscope | 40  |
| 8.ª  | Olga Zabelínskaya      | BePink Cogeas                      | 35  |
| 9.ª  | Elisa Longo Borghini   | Wiggle High5                       | 30  |
| 10.ª | Cecilie Uttrup Ludwig  | Cervélo Bigla                      | 25  |